# Fève tonka
Pour les articles homonymes, voir Fève (homonymie) et Tonka.
La fève tonka, fève de tonka ou coumarou est une graine produite par plusieurs espèces d'arbres tropicaux de la famille des Fabaceae des genres Dipteryx et Taralea : principalement Dipteryx odorata, mais aussi, Dipteryx alata et Taralea oppositifolia. Cette graine, qui se caractérise notamment par sa teneur en coumarine, est contenue dans le noyau du fruit de cet arbre, qui est une gousse drupacée. La fève tonka est originaire des Caraïbes et d'Amérique du Sud. Elle est récoltée depuis le Mexique jusqu'au Brésil, mais on la trouve surtout au Venezuela, en Guyane et au Brésil. Ces graines sont noires et ridées, et mesurent environ 3 cm de long sur 1 cm de large.
La fève tonka a pour synonymes coumarou, coumaron ou coumarine. Ce dernier terme désigne également une des substances principales qui la composent, la coumarine qui signe l'odeur caractéristique du foin fraîchement coupé. On extrait des fèves une huile jaune orangé.

## Étymologie
Le mot « tonka » est emprunté à la langue des Galibi, ou à celle des Tupis, peuples autochtones de Guyane et du Brésil, dans lesquelles elle désigne l'arbre lui-même. Un autre nom désignant cet arbre chez les Tupis, « kumarú », est à l'origine de « Coumarouna », ancien nom du genre Dipteryx, et de « coumarou » ou « coumaron », autres noms vernaculaires de la fève tonka. Ce terme est également à l'origine de « coumarine », nom donnée à la substance isolée pour la première fois de ces graines en 1820,.

## Production

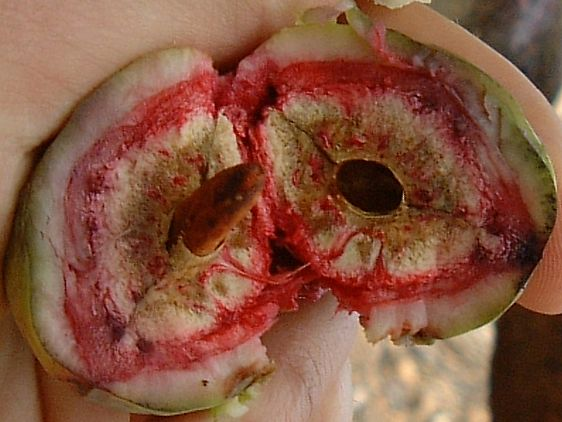
Fruit coupé en deux montrant la graine fraîche.

Les fruits, arrivés à maturité en hiver, tombent naturellement au sol, et sont récoltés au printemps suivant (de mai à juin). Ils sont ensuite décortiqués pour en extraire les graines qui sont mises à sécher à l'ombre. On les fait ensuite macérer dans de l'alcool pendant une demi-journée à une journée. Après dessiccation, les graines devenues presque noires se couvrent de cristaux blancs et brillants. On en extrait ensuite la coumarine destinée à la parfumerie par traitement à l'alcool.
Un arbre adulte produit environ 15 kg de graines par an.

## Utilisation
La fève tonka est utilisée dans l'alimentation (en infusion ou dans les madeleines, par exemple), la parfumerie, la cosmétique et même dans certains produits amincissants.

### Parfumerie
La fève tonka intervient dans la composition de certains parfums, par exemple l'eau de parfum « Tonka Impériale » ou « Shalimar » de Guerlain, ou « Pour un homme » de Caron.

### Alimentation
La fève tonka sert principalement à accommoder les plats et desserts.
Aux États-Unis, l'utilisation dans les aliments de la coumarine, soit en tant que telle, soit sous forme de fèves tonka ou d'extraits de ces graines, est interdite par la Food and Drug Administration en vertu d'une décision prise en 1954.
Autrefois, on en ajoutait au tabac à priser pour son odeur forte et caractéristique, proche de la cannelle, que certains qualifient de vanille et de foin coupé, d'autres de cousine du musc. Cette utilisation dans le tabac en France est désormais interdite, mais autorisée en Belgique, notamment dans le tabac de la Semois de la marque Dix Cors Brame produite à Corbion par Jean-Paul Couvert.
Les Autochtones d'Amazonie la considèrent comme un porte-bonheur.

### Propriétés médicinales
À faible dose, elle possède des vertus médicinales, à des doses plus importantes, elle a toutefois des effets néfastes pour la santé. Contrairement à un mythe tenace, la fève de tonka n'est pas un anticoagulant : la coumarine n'a aucune propriété anti vitamine K en tant que telle, et ne peut pas être transformée en dicoumarol par le corps humain. [citation nécessaire]

## Toxicité
La coumarine, notamment contenue dans les fèves tonka et certains de ses dérivés, est :
- anticoagulante : un dérivé de la coumarine, le dicoumarol , produit sous l'action de moisissures, agit comme un antagoniste puissant de la vitamine K, empêchant la coagulation du sang ; il est utilisé comme rodenticide et comme anticoagulant en médecine [3] ;
- hépatotoxique, à forte dose ou si elle est régulièrement ingérée. Elle peut alors engendrer des lésions hépatiques graves (mais réversibles) [réf. nécessaire]. 
La dose toxique pour un adulte serait d'environ un gramme, mais varie sensiblement selon les personnes[réf. nécessaire] ;
- cancérigène (chez des rongeurs, en conditions de laboratoire)[réf. nécessaire] ;
- anticancéreuse : des coumarines naturelles ou synthétiques, ou certains de leurs dérivés intéressent la médecine humaine, pour leur « activité biologique élevée et de leur faible toxicité (...) dans le traitement du cancer de la prostate, du carcinome rénal et de la leucémie, et elles ont également la capacité de contrer les effets secondaires causés par la radiothérapie ». Les dérivés naturels et synthétiques des coumarine ont notamment des propriétés intéressantes pour la photochimiothérapie. De nouveaux analogues de la coumarine pourraient être développés avec — espère le chercheur — « un fort effet anticancéreux et une réduction des effets secondaires potentiels par rapport aux produits thérapeutiques existants »[11].

L'absolue de fève tonka (parfumerie) peut présenter un risque d’allergie chez certaines personnes à cause de la coumarine qu'elle contient. Elle peut aussi être photosensibilisante.